# Delfino (sous-marin, 1892)
Pour les articles homonymes, voir Delfino (sous-marin).
Le Delfino (Dauphin, en français) est un sous-marin italien, construit en un exemplaire unique, qui est à la fin du XIXe siècle le premier sous-marin de la Marine royale italienne. Il est resté en service jusqu'à la fin de la Première Guerre mondiale.

## Caractéristiques
Le Delfino déplaçait 98 tonnes en surface et 108 tonnes en immersion. Le sous-marin mesurait 24,4 mètres de long, avait une largeur de 2,9 mètres et un tirant d'eau de 2,35 mètres. Il avait une profondeur de plongée opérationnelle de 32 mètres. Son équipage comptait 1 officier et 7 officiers mariniers et marins.
Pour sa navigation de surface et en immersion, le sous-marin était propulsé par un unique moteur électrique de 65 chevaux-vapeur (47,8 kW). Il pouvait atteindre 6 nœuds (11,1 km/h) en surface et 5 nœuds (9,2 km/h) sous l'eau. Il avait une distance franchissable de 24 nautiques (44,4 km) à 2 nœuds (3,7 km/h).
Le sous-marin était armé de 2 tubes lance-torpilles de 35 centimètres à l'avant avec un emport de 2 torpilles type A 60/450x3,70.

## Construction
Le Delfino est construit par le chantier naval de l'Arsenal militaire maritime de La Spezia à La Spezia en Italie, et mis sur cale en 1890. Il est lancé 1892 et est achevé et mis en service le 1er avril 1895.

## Histoire

### Origine, conception et construction
La décision de doter la marine italienne d'un sous-marin a été prise par Benedetto Brin, ministre de la Marine et ingénieur naval, alarmé par la nouvelle des performances du sous-marin français Gymnote, construit en 1888.
Le projet du nouveau sous-marin, achevé en 1889, est confié au directeur du génie naval Giacinto Pullino, assisté dans ce travail par deux officiers, Carlo Vigna et Cesare Laurenti (futur "chef" des concepteurs de sous-marins italiens),,. Construit en secret entre 1890 et 1892 dans l'arsenal de La Spezia, le sous-marin - dont la construction a coûté 300 000 lires - n'a pas été baptisé au départ et s'est d'abord appelé "Pullino", puis a pris le nom de Delfino.
La coque du Delfino - de type simple, à sections circulaires - était conique et sa forme ressemblait davantage à celle d'un sous-marin moderne, conçu pour fonctionner toujours en immersion, qu'à celle des sous-marins ultérieurs ; en fait, il était conçu, contrairement aux sous-marins ultérieurs, pour fonctionner uniquement en immersion,,. La partie supérieure de la coque était équipée d'un blindage en acier de cinq centimètres d'épaisseur, tandis que la tourelle en bronze avait quinze centimètres d'épaisseur, avec quelques ouvertures recouvertes de Cristal.
Le seul moteur, d'une puissance de 65 CV, était électrique et alimentait une seule hélice tripale, tandis que deux autres hélices tripales, placées sur le pont, étaient utilisées pour la plongée et le maintien en profondeur (on les appelait "hélices de naufrage"),,. Deux safrans verticaux, placés à la poupe, et deux horizontaux, à la proue, permettaient la manœuvre,,.
Pour faire surface, des pompes centrifuges et manuelles pompaient de l'air comprimé à 10 atmosphères; du lest était également utilisé. Il y avait deux boîtes de garniture et des plaques en plomb de 30 kilos, également pour le lestage,,. Le Delfino était également le premier sous-marin équipé d'un compas gyroscopique.
Sur la coque étaient placées 4 poignées, afin de l'atteler. L'éclairage interne était assuré par 12 ampoules électriques.
Le 29 avril 1892, les essais commencent à La Spezia, sous le commandement du lieutenant de vaisseau (tenente di vascello) Carlo Scotti et avec un équipage de quatre hommes. Le Delfino reste sous l'eau pendant cinq heures. En 1893, les premières informations sur le sous-marin sont diffusées.
Cependant, en raison de la méfiance encore considérable envers l'arme sous-marine, une fois tous les tests effectués, en 1895, le Delfino est mis de côté dans un hangar de l'Arsenal de La Spezia,.

### Reconstruction et vie opérationnelle
En 1900, à la suite des pressions des hauts gradés des forces armées et de l'afflux de nouvelles sur le développement de l'arme sous-marine française, le nouveau ministre de la Marine Giovanni Bettolo donne l'ordre de remettre le Delfino en service, de l'améliorer et de reprendre les essais,.
Le sous-marin subit une reconstruction radicale: son déplacement passe à 102 tonnes en surface et 113 en immersion, le moteur électrique est remplacé par un moteur à combustion interne de 150 CV (11O kW) pour la navigation de surface et par un moteur-moteur de 55 kilowatts ; la vitesse n'a pas changé mais l'autonomie est passée de 24 à 165 milles nautiques (305 km) en surface,.
Une partie des hélices qui permettaient de s'immerger est éliminée (les autres sont retirées en 1911), et les deux tubes lance-torpilles de 350 mm sont remplacés par un seul de 450 mm,,. Des cloisons transversales internes, des gouvernails de profondeur avec servomoteurs hydrauliques associés, des vérins à air comprimé à 15 atmosphères, sont également installés.
Le kiosque est agrandi et équipé d'un manchon à vent rétractable (pour aérer les moteurs) et d'un kleptoscope, sorte de périscope primitif, et un revêtement en tôle est ajouté à l'étrave, modifiant le profil de la coque,,. À l'intérieur de la coque ont été rajoutés des réservoirs de carburant. L'équipage est composé de 2 officiers et 11 officiers mariniers et marins.
En 1901, les essais du Delfino renouvelé reprennent, et les 30 et 31 mai de la même année, le sous-marin effectue des essais de plongée, des attaques, des lancements de torpilles et des évolutions alors qu'il est encore immergé, en présence du roi Vittorio Emanuele III et des dirigeants de la Regia Marina.
Cependant, le Delfino est rapidement dépassé par de nouvelles classes de sous-marins.
En 1904, il est remorqué à La Spezia par le remorqueur Ciclope, étant affecté au IVe Escadron de sous-marins; le commandant de l'unité est le lieutenant de vaisseau Alessandro Giaccone,,.
Pendant la première guerre mondiale, le sous-marin est utilisé pour la défense de Venise,,.
En janvier 1916, il est transféré au IIe Escadron et l'année suivante, il devient chef d'escadron,; en janvier 1917, il est commandé par le capitaine de frégate Vaccaneo.
En 1918, il s'installe à Porto Corsini, et le 29 septembre de cette année-là, il est placé en réserve,.
Il a effectué 44 missions d'embuscade défensive au large de la lagune vénète, tout en étant employée comme unité de formation et d'entrainement pour les nouveaux sous-mariniers,.